# Ang Mei kambodzsai királynő
Ang Mei (1815. – Udong, Kambodzsa, 1874. december), khmerül: ក្សត្រីអង្គម៉ី, Kambodzsa királynője 1835–1841 és 1844–1845/48 között. A Varman-dinasztia tagja.

## Élete
II. Ang Csan kambodzsai király és Kracsap királyné lánya volt. Apja másodszülött lánya, akinek 1835. január 7-én bekövetkezett halála után a Kambodzsát megszálló vietnámi erők nyomására január 9-én Ang Meit kiáltották ki uralkodóvá. Nővérét, Pen (1809–1840) hercegnőt azért mellőzték, mert thai érdekeket képviselt, és visszautasította, hogy a vietnámi császár, Minh Mạng fiához menjen feleségül. Az elhunyt király öccsei szintén felléptek trónkövetelőkként, de a kambodzsai kormányzat (oknha) mindenképpen az elhunyt király lányainak trónöröklését támogatta.
A vietnámiak a királynőt is össze akarták házasítani egy vietnámi császári herceggel azért, hogy Kambodzsát bekebelezzék a Vietnámi Birodalomba, de ez a kambodzsai nemesek ellenállása miatt megbukott. A vietnámiak csak a hercegnő (quận chúa) címet adományozták a királynőnek 1845 májusában, ezzel is alárendelt szerepre kárhoztatva a Vietnámi Császársággal szemben. A vietnámiak erős őrizet alatt tartották a hercegnőket, Ang Mei nővérét és két húgát. A vietnamizáció, amely már elkezdődött II. Ang Csan király alatt, lánya uralkodása idején is folytatódott, amely ellen felkelések törtek ki az országban. 1840 augusztusában vagy szeptemberében a királynőt, két húgát, az elhunyt király két királynéját egy bárkára csalták, kíséretüket leitatták, és Vietnámba hurcolták őket. A felkelések a királynő távolléte és nővérének, Pen hercegnőnek a bebörtönzése és meggyilkolása miatt elharapóztak az országban. A vietnámi hivatalnokok azzal próbálták lecsendesíteni a zendülőket, hogy ígéretet tettek a királynő hazatérésére, de ezt a vietnámi császár határozottan megtagadta.

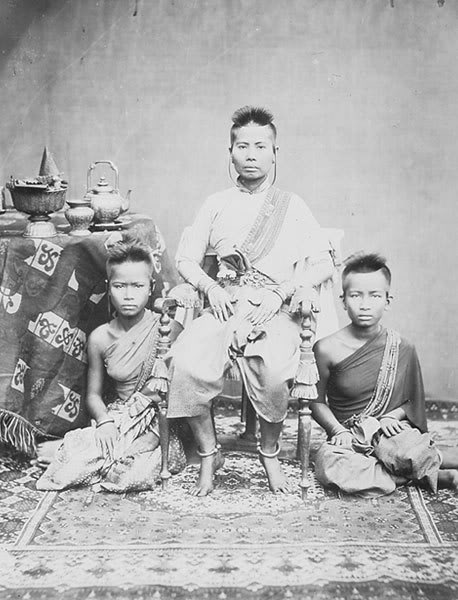
Ang Mei királynő két lányával

A királynő távollétében nagybátyját, Ang Duong herceget kiáltották ki királlyá, aki a régi fővárosban, Udongban rendezkedett be thai befolyással. A királynő végül a császár engedélyével hazatérhetett, és újra őt ültették trónra Phnompenben, húgát, Peou hercegnőt pedig trónörökössé nevezték ki. A kambodzsai udvarok 1846-ig vietnámi befolyás alatt maradtak, ekkor elengedték Ang Duong lányát, Mom hercegnőt akit túszként tartottak fogva. Kompromisszumként a két udvar megegyezett, hogy a királynő és nagybátyja közösen fog uralkodni, és egyidejű koronázásokat tartottak 1848-ban mind Bangkokban, mind pedig Phnompenben, de a kambodzsai források csak Ang Duongot említik meg királyként. 1848 után a krónikák hallgatnak a királynőről, aki a régi fővárosban, Udongban élt.
A kambodzsai krónikák Ang Mei királynőt a vietnámi császár és a vietnámi hivatalnokok bábjaként említik, aki együttműködött a megszállókkal. Kambodzsában a női uralom éppen ezért összekapcsolódott a nemzeti megalázottsággal, de a vietnámi megszállás már apja idején elkezdődött. Élete végén a királynőt meglátogatta 1874-ben a francia gyarmatosító hatalom képviselője Kambodzsában, Jean Moura, aki öregnek és őrültnek találta az udongi palotában elzárt királynőt. Ang Mei nem sokkal ez után a látogatás után egy baleset következtében halt meg. Lehetséges házasságáról hallgatnak a krónikák. Két lánya született, de mégsem az ő, hanem a nagybátyja ágán folytatódott a kambodzsai királyi vonal napjainkig.